# Mário Wilson
Mário Wilson (* 17. Oktober 1929 in Lourenço Marques, Mosambik; † 3. Oktober 2016) war ein portugiesisch-mosambikanischer Fußballspieler und -trainer. Ursprünglich von Desportivo de Lourenço Marques, wechselte er 1949 zu Sporting Lissabon und wurde mit dem Verein Meister. Es folgten lange Jahre bei Académica de Coimbra, wo er sich den Beinamen „Capitão Velho“ („Alter Kapitän“) erwarb. Dort hatte er auch erste Erfolge als Trainer. In dieser Funktion wurde er 1976 der erste Portugiese, der mit Benfica Lissabon Meister wurde. Es folgten zudem zwei Pokalsiege. Er trainierte zahlreiche weitere Vereine und scheiterte 1980 mit der Nationalmannschaft an der Qualifikation zur Europameisterschaft.

## Leben
Ursprünglich spielte er bei der von seinen beiden Brüdern angeführten Straßenmannschaft „Os Fura Redes“ ("Löchrige Netze"). In jener Zeit interessierte er sich auch für andere Sportarten wie Leichtathletik, Basket- und Volleyball. Bald fand er Aufnahme in die Spitzenmannschaft Desportivo de Lourenço Marques, dem heutigen Desportivo Maputo. Nach einer kurzen Zwischenstation beim Clube Indo-Português wechselte er 1949 zu Sporting Lissabon, wo er den Rekordtorschützen Fernando Peyroteo ersetzen sollte.
In seiner ersten Saison hatte er sich rasch einen Stammplatz gesichert und traf in 21 Ligapartien 23 mal und war damit der Toptorschütze des Vizemeisters. In der Saison 1950/51 wurde Sporting Meister. Wilson aber wurde seines Stammplatzes verlustig, wenngleich er in 17 Spielen noch 13 Mal traf. Bester Torschütze war diesmal Manuel Vasques der mit 29 Treffern auch nationaler Torschützenkönig wurde. Nach zwei Spielzeiten, in denen er in 40 Spielen 37 Treffer erzielte, wechselte er zu Académica de Coimbra, wo er Mannschaftskapitän wurde und bis zum Ende seiner Zeit als Spieler 1963, Verteidiger in späteren Jahren, blieb. Insgesamt kam er in Coimbra auf 279 Ligaspiele und 17 Tore.
Er wurde 1964 Trainer des Vereins aus der alten Universitätsstadt, den er 1967 zur Vizemeisterschaft, der besten Platzierung der Vereinsgeschichte, und ins Pokalfinale führte, das aber in Lissabon mit 2:3 gegen Vitória Setúbal verloren ging. Unter Wilson konnte Académica de Coimbra im Messestädte-Pokal 1968/69 im Oktober 1968 die ersten beiden von bislang 16 (Stand 2016) Partien auf europäischer Ebene bestreiten: nach einer 0:1-Niederlage im Messepokal bei Olympique Lyon gewann Académica das Rückspiel mit demselben Ergebnis. Nach der damaligen Regelung kam es zu einem Losentscheid, bei dem den Franzosen das Glück hold blieb. In Wilsons Mannschaft spielte damals übrigens Artur Jorge, der 1987 als Trainer mit dem FC Porto den Europapokal der Landesmeister gewinnen sollte. Wilson blieb bis November 1968 bei Académica.
Danach wurde Wilson bis zum Ende der Saison 1969/70 Trainer des Lissaboner Vorortvereins CF “Os Belenenses”, mit dem er 8. und 7. wurde.
1970/71 führte er den zweimaligen Aufsteiger FC Tirsense aus Santo Tirso bei Porto zum neunten Platz in der ersten Liga.
Zur folgenden Saison wurde er von Vitória Guimarães verpflichtet. Im Vorjahr noch 12. wurde er mit dem Verein 1972 Sechster. Er blieb im oberen Drittel der Tabelle und verabschiedete sich mit dem fünften Platz 1975 um sich Benfica Lissabon anzuschließen, wo er 1976 der erste portugiesische Trainer wurde, der mit dem Verein eine Landesmeisterschaft gewann. Von ihm stammt der Spruch, „jeder der Benfica trainiert, riskiert Meister zu werden“.
Nach nur einer Saison trat aber der Engländer John Mortimore bei Benfica an seine Stelle. Wilson sollte jedoch noch mehrfach zum Verein zurückkehren und gewann dabei 1979/80 – als direkter Nachfolger Mortimores – und erneut 1995/96, diesmal als Nachfolger von Artur Jorge, den Pokal. Zahlreiche weitere Engagements führten ihn bis Ende der 1990er Jahre unter anderem zu Boavista Porto, erneut Académica de Coimbra und dem marokkanischen Spitzenverein FAR Rabat, wo er den dritten und vierten Platz in der Meisterschaft erreichte. Bei seinem letzten Engagement 1997 bis 1999 schaffte er mit FC Alverca aus der nördlichen Peripherie Lissabons zum ersten Aufstieg in die erste Liga und danach den 15. Platz und damit knapp den Klassenerhalt. allerdings wurde er zehn Spieltage vor Saisonende, als Alverca nach einer Niederlage gegen Benfica mit einem Punkt Rückstand auf einen Nichtabstiegsplatz 17. war, durch José Romão abgelöst. Ende Oktober 1987 war er auch kurzfristig noch einmal für zwei Spieltage bei Benfica, nachdem sich die Adler von Manuel José trennten; Graeme Souness wurde in November neuer Cheftrainer.
Von September 1978 bis März 1980 trainierte er die Nationalmannschaft Portugals, mit der er hinter Belgien und Österreich aber noch vor Schottland an der Qualifikation für die Europameisterschaftsendrunde 1980 scheiterte.
Im Mai 2012 stellte er im Ehrensaal des Rathauses, dem salão nobre in der Câmara Municipal, dem Rathaus von Coimbra seine von Carlos Rias verfasste Biografie Mário Wilson o velho capitão vor. Auch in den Megastore seines ehemaligen Vereins Benfica wurde er danach zur öffentlichen Präsentation des Buches eingeladen, im Beisein seiner Tochter Ana, die Miss Portugal von 1982 war, einigen prominenten Benfica-Veteranen, darunter Eusébio und Carlos Mozer, dem angolanischen Sänger Bonga, sowie dem amtierenden Vereinspräsident von Benfica, Luís Filipe Vieira.
Sein Sohn Mário Valdez Wilson (* 25. April 1954) spielte auch einige Zeit bei Benfica und Académica. Dessen Sohn Bruno Wilson (* 27. Dezember 1996) durchlief die Jugendabteilungen von Sporting Lissabon, ehe er ab 2015 zu einigen Einsätzen in der zweitklassigen zweiten Mannschaft von Sporting Braga kam.

## Erfolge
Spieler
- Meisterschaft von Portugal: 1951.
  - Vizemeister: 1950.

Trainer
- Meisterschaft von Portugal: 1976.
  - Vizemeister: 1967, 1996.
- Pokal von Portugal: 1980, 1996.
  - Finalist: 1967

## Vereine als Trainer
- 1997/99: FC Alverca
- 1997: Benfica Lissabon (2 Spiele Oktober–November, Interim für Graeme Souness)
- 1996/97: Benfica Lissabon
- 1995/96: Benfica Lissabon
- 1993/95: FAR Rabat
- 1990/91: RD Águeda
- 1989/90: SC Olhanense
- 1988/89: SC União Torreense
- 1988-88: Louletano DC
- 1986/88: CD Cova da Piedade
- 1985/86: GD Estoril Praia
- 1984/85: Boavista Porto
- 1983/84: GD Estoril Praia
- 1980/83: Académica de Coimbra
- 1979/80: Benfica Lissabon
- 1978/80: Portugiesische Fußballnationalmannschaft
- 1977/79: Vitória Guimarães
- 1976/77: Boavista Porto
- 1975/76: Benfica Lissabon
- 1971/75: Vitória Guimarães
- 1970/71: FC Tirsense
- 1968/70: Belenenses Lissabon
- 1964/68: Académica de Coimbra